# 間島和奏
間島 和奏（まじま わかな、2000年4月26日 - ）は、日本の女優、元アイドルで女性アイドルグループ・ラストアイドルファミリーのSomeday Somewhere（2017年 - 2022年）のメンバーである。北海道出身。TWIN PLANETを経てボックスコーポレーションに移籍。

## 略歴

### 2013年
- 9月22日、『AKB48グループ ドラフト会議 候補者オーディション』三次審査を通過し指名候補者となるも、11月10日に行われた『第1回 AKB48グループ ドラフト会議』において、各チームから指名されず落選となった[2]。

### 2017年
- 夏頃、『ラストアイドル』（テレビ朝日）の暫定メンバーオーディションに応募し、 応募総数4,932名中から暫定メンバー（立ち位置1番）に選ばれた[3]。
- 8月13日、『ラストアイドル』第1回放送より、暫定メンバー（立ち位置1番）として出演した。
- 10月15日、『ラストアイドル』第10回放送にて、挑戦者の阿部菜々実に敗れ、立ち位置1番の座を奪われた[4]。
- 10月25日、『第1回ラストアイドル暫定メンバー握手会』に、セカンドユニット候補メンバーとして参加した。
- 12月3日、『ラストアイドル』第17回放送にて、セカンドユニット「Someday Somewhere」のメンバーとして出演し、活動を開始した。

### 2018年
- 4月18日、『ラストアイドルファミリー 2ndシングル発売記念コンサート』にて、実写映画『がっこうぐらし！』にりーさんこと若狭悠里役で出演することが発表された[5]。
- ラストアイドル3rdシングル「好きで好きでしょうがない」で初の単独センター（立ち位置1番）に抜擢された[6]。

### 2019年
- 3月23日・24日、川崎市とどろきアリーナで開催されたB.LEAGUE『川崎ブレイブサンダース対レバンガ北海道戦』にて、ラストアイドルファミリーのメンバーが行う団体行動の指揮者として参加した[7]。
- 7thシングル『青春トレイン』登美丘高校ダンス部によるバブリーダンスの仕掛け人・akaneを振付師に迎えた「グループ史上最高難度のダンスパフォーマンス」がテーマの本シングルのダンス練習において、練習チームを３つのグループに分け、池松愛理、相澤瑠香と共にリーダーを務めた[8]。

### 2020年
- 11月15日、9thシングル「何人(なんびと)も」を記念した、ファン投票による選抜企画ユニット「オレトクナイン」に選出された[9]。

### 2022年
- 5月31日、ラストアイドル及びSomeday Somewhereの活動終了。

### 2023年
- 8月1日、所属していたTWIN PLANETを6月30日に退所していたことを発表[10]。
- 10月1日、ボックスコーポレーションに所属したことを発表[1]。Xのユーザー名が@SomeSome_wakanaから@majimawakana11に変更される。

## 人物
- イメージカラーは白[11]。
- 好きな動物はパンダ[12]。
- 好きな食べ物はチーズ、チョコ、アイス[13]、飲むヨーグルト[14]。
- タピオカが苦手[15]。
- 学校内で行われた競技かるたにて1位になったことがある。
- 小学1年生からジャズやヒップホップなどのダンスを習っていた[16]。
- 特技は四白眼（黒目の上下左右が白目）[16]。
- 中学校時代の得意教科は数学[16]。中学校時代の全国模試で数学1位になったことがある。

### エピソード
- 小学4年生のとき、『ヘビーローテーション』をきっかけにAKB48にドハマりしたという。休み時間になるといつも教室の後ろのほうで友だちと歌って踊っていたが、男子児童たちから「うるさいから他の遊びができない」と苦情が出た為、クラス全体の話し合いとなった。結局、放課後まで教室でAKB48の曲を歌うのは禁止になった[2]。
- 小学5年生の冬休みに北海道から東京へ引っ越す。引っ越した後もアイドルに憧れる気持ちは変わらず、100回以上オーディションに受け続けるも落選が続いていた。高校2年生になり、アイドルになる夢を諦めて受験勉強に専念するかどうかを決断し、挑んだのが「ラストアイドル」のオーディションだった[2]。
- 2017年10月23日、自宅にて左足指を骨折してしまう[17]。同月25日に行われた「第1回ラストアイドル暫定メンバー握手会」には骨折した状態で参加した。骨折の影響で、12月3日放送の「ラストアイドル」にてお披露目予定であったセカンドユニット「Someday Somewhere」の楽曲を踊れないことが判明し、秋元康が急遽、楽曲の歌詞を書き直し、さらに振付を椅子を使ったものに変更となった[18]。
- AKB48カフェに通っていたことがあり、いつかコラボカフェをやってみたいと思っていたという。ラストアイドルカフェ（2019年2月8日 ‐ 3月10日）の開店が決定した際、希望するメニューを募ったアンケート用紙にアイデアが書ききれなく、別の紙にも書いて提出しコラボカフェへの意欲を示した。結果、提出した案のうち7つが採用された[19][20]。
- 団体行動の合宿の際に、清原監督から団体行動の指揮者の打診があり、持ち前の負けず嫌いな性格と頂いた期待には絶対に返したいという思いから指揮者になる返事をした。団体行動の本番では、無事指揮者を務め上げた[21]。

## 出演

### テレビドラマ
- ヒモメン〜ヒモ更生プログラム〜 第4話（2018年8月18日、テレビ朝日） - 間島和奏（本人） 役[22]
- 真夏の少年〜19452020（2020年7月31日 - 9月18日[23]、テレビ朝日） - 堀田未来 役[24]
- 熱愛プリンス (2025年3月20日、4月3日、MBS) -まい 役

### その他のテレビ番組
- ラストアイドル（テレビ朝日）
  - （2017年8月13日 - 10月15日） - 「ラストアイドル」暫定メンバー立ち位置1番として出演
  - （2017年12月3日 - ） - セカンドユニット「Someday Somewhere」として出演
- 無料屋（2019年6月28日 - 2020年9月25日、テレビ朝日） - 番組アシスタントとして出演
- 霜降りバラエティ （2021年2月16日、テレビ朝日）
- 中居正広の金曜日のスマイルたちへ（2024年3月1日、TBSテレビ）

### ウェブテレビ
- ラストアイドル in AbemaTV（2018年6月3日 - 8月26日、AbemaTV）
- UDAGAWA BASEオープン特番（2019年4月17日、AbemaTV）[25]
- 佐久間宣行のNOBROCK TV(2022年6月22日[26]、2023年8月2日[27])
- わたしたちのヘルシー～心とからだの話をはじめようin Mar.2024(2024年3月8日、マイナビウーマン[28])
- 白い基地(2024年10月～、不定期出演)[29][30][31]
- 今日から過保護なお坊さんの花嫁(第36話、DramaBox)

### ラジオ
- 徳光正行の「あなたをもっと知りたくて！」（2018年1月24日、SMART USEN） - ゲスト
- 清原梨央のMOTTO!!（南海放送） - 2018年11月30日分電話ゲスト（単独）、2019年12月19日分ゲスト（Someday Somewhere）
- ラジオiNEWS（ラジオNIKKEI第1） - 2019年8月15日分ゲスト、2019年11月度マンスリーアーティスト、2020年4月30日分

### 映画
- がっこうぐらし！（2019年1月25日） ‐ 若狭悠里 役[32]

### 舞台
- 100点un・チョイス！第10回公演『team』（2019年11月27日 - 12月8日、シアターサンモール） ‐ 小竹奈美 役[33]
- 舞台『球詠』（2021年6月24日 - 30日、草月ホール） - 岡田怜 役[34]
- DARKNESS HEELS～THE LIVE～2022（2022年9月15日 - 20日、シアター1010） - エメリ・アメリ 役[35]
- ピウス×De-LIGHT 舞台『ミライの扉』（2022年11月18日 - 27日、ザ・ポケット）[36]
- おかしな転生～アップルパイは笑顔とともに～（2023年3月8日 - 12日、CBGKシブゲキ!!） - カセロール 役[37]
- 萬腹企画 16杯目『MAGIAGIA -マギアギア-』（2023年4月27日 - 30日、あうるすぽっと） - 白の魔法使いノーブル 役[38]
- 恐竜擬人化プロジェクト-オワジュラ-転生第三弾「異世界転生したら大恐竜時代でオワタ。」（2023年12月21日-24日、BOX in BOX THEATER）- ティラノっぴ 役